# Robert Bell (écrivain)
Pour les articles homonymes, voir Robert Bell et Bell.
Robert Bell, né le 16 janvier 1800 à Cork et mort le 12 avril 1867 à Londres, est un écrivain et journaliste irlandais. 

## Biographie
Fils d'un haut fonctionnaire de la magistrature irlandaise, il étudie au Trinity College de Dublin, où il est l'un des fondateurs de la Dublin Historical Society. Initialement, il est employé par l'administration de Dublin et prend en charge la rédaction du Patriot, une publication gouvernementale. Il écrit également des articles pour le Dublin Inquisitor, qu'il a contribué à relancer.
Il est l'auteur de pièces de théâtre, notamment The Double Disguise et Comic Lectures. En 1828, il se rend à Londres, où il publie ses Reminiscences dans le New Monthly Magazine et édite avec succès le premier hebdomadaire de littérature politique, Atlas. En tant que rédacteur, il est poursuivi en justice par Lord Lyndhurst en 1829 : assurant lui-même sa défense, il obtient un non-lieu. 
Il rédige ensuite pour le Cabinet Cyclopaedia de Dionysius Lardner une History of Russia (3 vols, 1836-38, New ed.1853), et Lives of English Dramatists (with Dunham and others, 2 vols 1837), Lives of the English Poets (2 Vol., 1839). Il édite le cinquième et dernier volume de Robert Southey, Lives of the British Admirals (1840) et, avec William Wallace, les volumes 4–10 de l'Histoire de l'Angleterre de James Mackintosh (1830–40). Après avoir quitté la rédaction de l'Atlas, il fonde en 1840 avec Edward Bulwer-Lytton et Lardner la Monthly Chronicle, dont il devient propriétaire. Ses comédies en cinq actes Mariage (1842), Mères et filles (1843) et Temper (1847), écrites pendant cette période, sont mises en scène et rencontrent le succès. 
Bell écrit plusieurs ouvrages historiques tels que Outlines of China (1845), ou Life of George Canning (1846). Dans Wayside Pictures through France, Belgium, and Holland (1849, nouvelle édition 1858), il relate de manière attrayante l'un de ses voyages de vacances en Europe continentale, et dans la deuxième édition de cet ouvrage (1858), il inclut le récit Trip up the Rhine. Il est l'auteur des deux romans Hearts and Altars (3 vol., 1852) et The Ladder of Gold (3 vol., 1856). Dans la Library de Henry George Bohn (en), il publie des ballades historiques sous le titre Early Ballads, Illustrative of History, Traditions and Customs (1846, nouvelle édition 1877). Avec G. W. Johnson, il édite Memorials of the Civil War: The Correspondence of the Fairfax Family (1849). Son Annotated Edition of the British Poets (24 vol., 1854–1857, nouvelle édition 29 vol., 1866), anthologie de poésie anglaise dont les auteurs vont chronologiquement de Chaucer à Cowper, est particulièrement connue. Il  publie également Golden Leaves from the Works of the Poets and Painters (1863, nouvelle édition 1872), Art and Song (1867) et The Poetical Works of Butler (1867). 
Bell est directeur du Royal Literary Fund et soutient des écrivains qui connaissent moins de succès. Jusqu'à sa mort, il  publie le mensuel Home News, lu par les colons britanniques en Orient et en Inde. Il meurt à l'âge de 67 ans à Londres et est enterré, selon son vœu, près de la tombe de son ami William Makepeace Thackeray au cimetière de Kensal Green.